# Gheorghe Negrea
Gheorghe Negrea (n. 21 aprilie 1934, Sibiu, România – d. 2000, București, România) a fost un boxer român, laureat cu argint la Melbourne 1956.

## Biografie sportivă
A început să practice boxul în anul 1948 la A.S.A. Sibiu, și din anul 1954 s-a mutat la clubul bucureștean C.C.A. (actualul club Steaua). După medalia de la Melbourne, în 1957 a devenit campion european la categoriei semigrea. Avea apoi să mai cucerească alte două medalii europene de argint: în 1959 la Lucerna, în Elveția, unde a fost învins în finală de faimosul Pietrzykowski și în 1961 la Belgrad, în Iugoslavia. A fost de 7 ori campion național. I s-a oferit titlul de Maestru emerit al sportului.

## Distincții
- Ordinul Muncii clasa a III-a (18 decembrie 1956) „pentru merite deosebite in pregătire și pentru rezultatele obținute la cea de a XVI-a ediție a jocurilor olimpice care au avut loc la Melbourne”[5]
- Medalia Muncii (3 septembrie 1962) „pentru contribuția adusă la dezvoltarea mișcării de cultură fizică și sport în Forțele Armate ale Republicii Populare Romîne, cît și pe plan național”[6]